# Barbatula panthera
Barbatula panthera is een straalvinnige vissensoort uit de familie van de bermpjes (Nemacheilidae). De wetenschappelijke naam van de soort is voor het eerst geldig gepubliceerd in 1843 door Johann Jakob Heckel.
B. panthera werd in 1836 verzameld in Damascus (Syrië) tijdens een wetenschappelijke reis van de geoloog Joseph Russegger.